# فينوس راج
ماريا فينوس بايونيتو راج (من مواليد 7 يوليو 1988) المعروفة شعبياً باسم فينوس راج، ممثلة هندية فلبينية ، عارضة أزياء وحاملة لقب ملكة جمال بعدما توجت بمسابقة بينيبينغ بيليبيناس 2010. التي اعطاها الحق في تمثيل بلدهاالفلبين في مسابقة ملكة جمال الكون 2010 وحصلت على المركز الوصيفة الرابعة.

## نشأتها
ولدت ماريا فينوس راج في الدوحة، قطر لأب هندي أمريكي وأم فلبينية، وهي الأصغر بين خمسة أطفال. انتقلت عائلة راج إلى باتو ، كامارين سور في بيكولانديا في عمر 21 عامًا.